# Anonyx robustus
Anonyx robustus är en kräftdjursart som beskrevs av Gurjanova 1962. Anonyx robustus ingår i släktet Anonyx och familjen Uristidae. Inga underarter finns listade i Catalogue of Life.